# ویلا رئال دسانتو آنتونیو
ویلا رئال د سانتو آنتونیو (Vila Real de Santo António) یکی از شهرهای کشور پرتغال است.